# Højerup Sogn
Højerup Sogn 

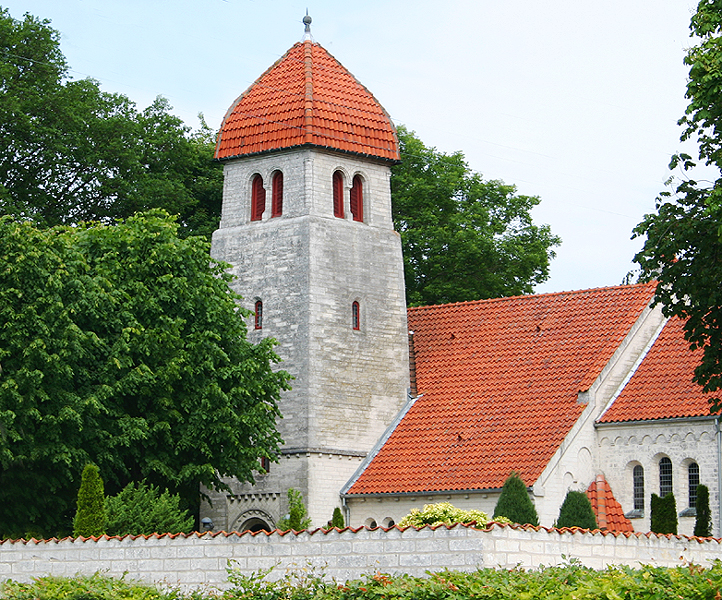
Højerup Kirke (1912/13)

ist eine Kirchspielsgemeinde (dän.: Sogn)
auf der Insel Sjælland im südlichen Dänemark.
Bis 1970 gehörte sie zur Harde Stevns Herred im damaligen Præstø Amt, danach zur Stevns Kommune im Storstrøms Amt, die im Zuge der  Kommunalreform zum 1. Januar 2007 in der „neuen“ Stevns Kommune in der Region Sjælland aufgegangen ist.
Im Kirchspiel leben 230 Einwohner (Stand: 1. Januar 2023).
Im Kirchspiel liegt die Kirche Højerup Kirke. Der größte Touristenmagnet in der Gemeinde sind die Kreideklippen von Stevns Klint, die seit 2014 zum UNESCO-Welterbe gehören.
Nachbargemeinden sind im Nordwesten Store Heddinge Sogn und im Südwesten Lille Heddinge Sogn.